# Wapen van Baja California
Het wapen van Baja California is het officiële symbool van Baja California (Spaans: Baja California), een van de staten van Mexico, gelegen in het uiterste noordwesten van het land. Het wapen is het resultaat van een ontwerpwedstrijd en werd aangenomen op 27 september 1956, ruim vier en een half jaar nadat Baja California de status van Mexicaanse deelstaat verkreeg.
Het wapen bestaat enkel uit een wapenschild dat een oranje rand heeft. Bovenin staat een zon als symbool van energie, warmte en leven. In de zon staat het staatsmotto Trabajo y Justicia Social ("Arbeid en sociale rechtvaardigheid"), een van de leuzen van de Mexicaanse Revolutie. Aan de beide zijkanten van het schild staat een vis afgebeeld als symbool van de twee kustlijnen van Baja California en de visserij die daar bedreven wordt.
Centraal in het wapen staat een priester met open armen, kijkend naar een landbouw- en een industrieel landschap. De priester verwijst naar de missionarissen die in de eerste nederzettingen in het gebied woonden en het evangelie verspreidden. Daarboven staan een vrouw en een man hand in hand. In zijn andere hand houdt de man een boek als verwijzing naar de cultuur; de vrouw houdt een hulpstuk uit een scheikundig laboratorium vast als verwijzing naar medicijnen en de chemische industrie.
Verder toont het schild bergen als symbool van de mijnbouw die in het verleden belangrijk was voor Baja California, een woestijn en een in zee uitmondende rivier die de Colorado en haar monding in de Golf van Californië moet symboliseren.
Het wapen staat centraal in de niet-officiële vlag van Baja California.